# Interuniversitäre Namibia-Forschungsgruppe
 Die Interuniversitäre Namibia Forschungsgruppe (IUNFG) ist ein informeller Zusammenschluss von Wissenschaftlern aus dem Bereich Geowissenschaften in Namibia. Die IUNFG wurde 1993 gegründet.
Mitglieder der IUFGN sind die Professoren und Doktoren
- Wolf Dieter Blümel (* 1943) und
- Hartmut Leser (* 1939)[1]

sowie die verstorbenen
- Helga Besler (1939–2012),
- Klaus Heine (1940–2023),
- Klaus Hüser (1943–2015) und
- Uwe Rust (1940–2012),

die seit Jahrzehnten unabhängig zu Namibia forschten bzw. forschen und dies seit 1993 koordiniert in der IUFGN tun.
Hauptziel der IUFGN ist es, Forschungen und Projekte zu den Themen Geomorphologie, Geoökologie und Paläoklima zu bündeln. So fanden seit den 1990er Jahren gemeinsame Reisen nach Namibia statt, um vor Ort Forschungen zu betreiben.

## Veröffentlichungen (Auswahl)
- Der trockene Südwesten Afrikas im Blick, in: Stuttgarter unikurier, Nr. 92 Dezember 2003. (online abrufbar)
- Namibia – Eine Landschaftskunde in Bildern, Klaus Hess Verlag, Göttingen Windhoek 2001, ISBN 978-3933117144
- Wolf Dieter Blümel: Wüsten, Verlag Eugen Ulmer, Stuttgart 2013, ISBN 978-3-8252-3882-7.
- Klaus Heine: Kurzbericht über Untersuchungen an Sintern der Rössing-Höhle, Namib-Wüste, IUNFG (Interuniversitäre Namibia Forschungsgruppe), Regensburg, 1999.